# Bodzieniec bzowiak
Bodzieniec bzowiak (Ourapteryx sambucaria) – owad z rzędu motyli, z rodziny miernikowcowatych (Geometridae).

## Wygląd
Skrzydła mają rozpiętość od 4,5 do 6 cm. Są koloru jasnożółtego. Na przednich skrzydłach mają po dwie ciemne wąskie paski.

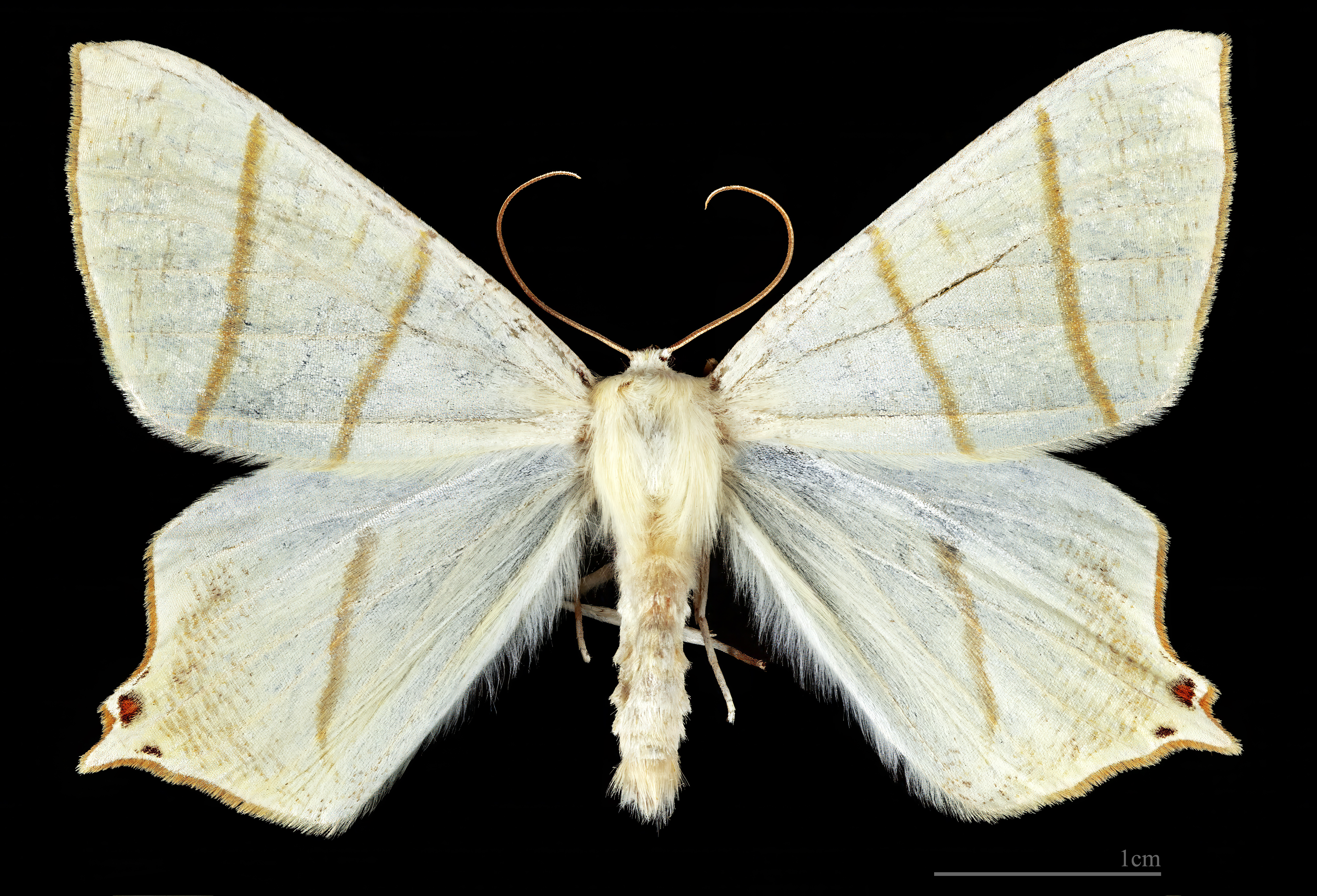
♂
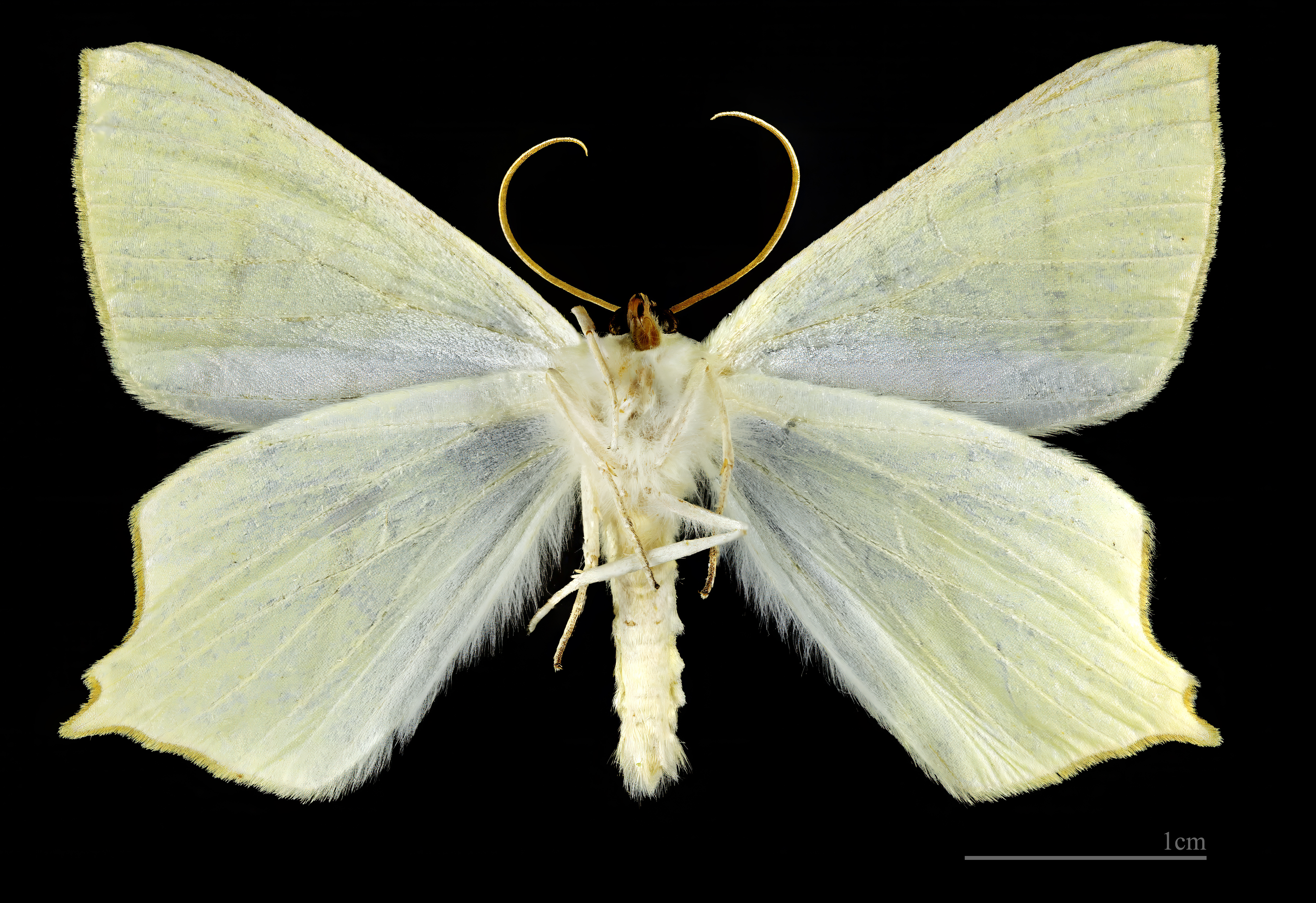
♂ △
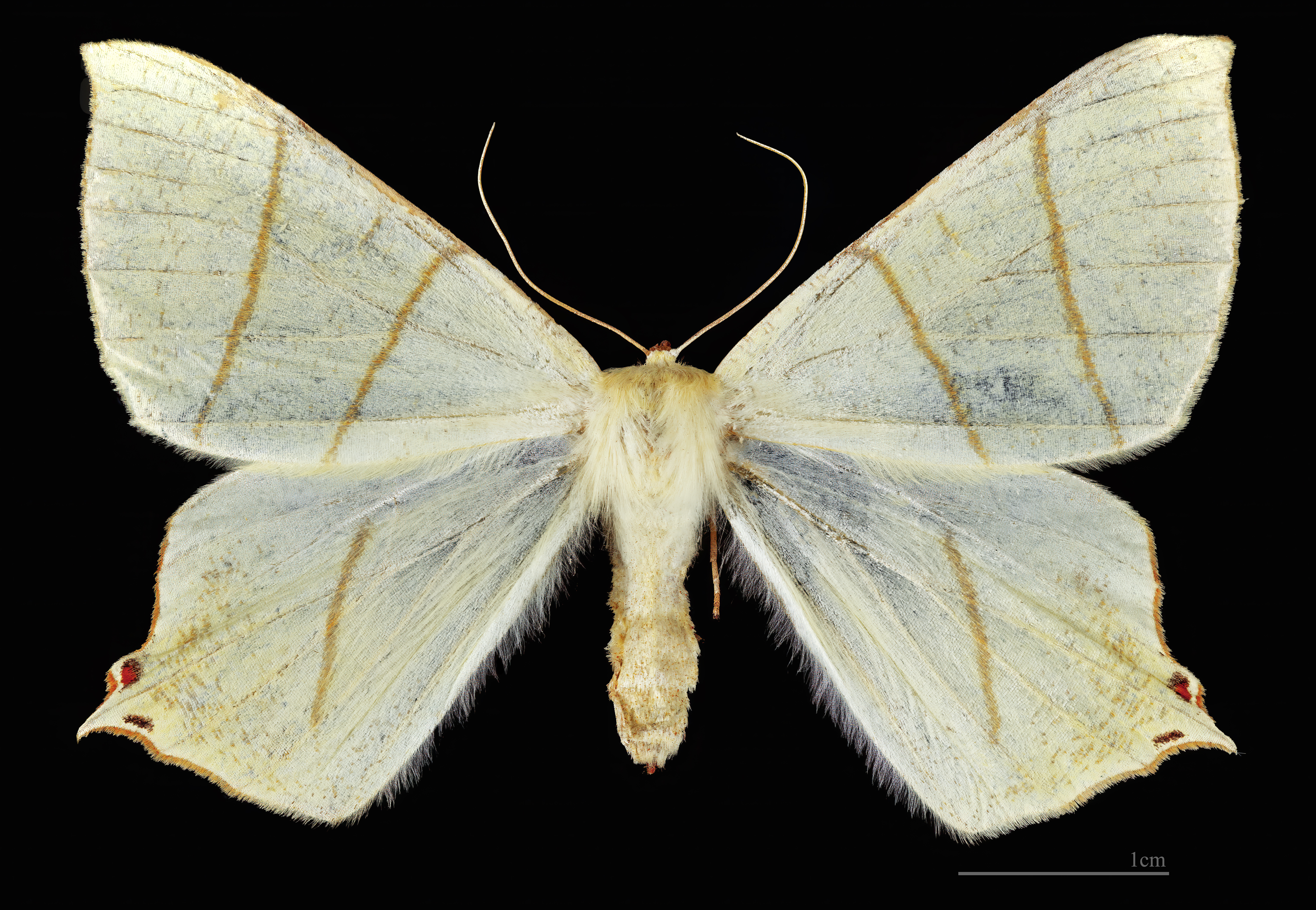
♀
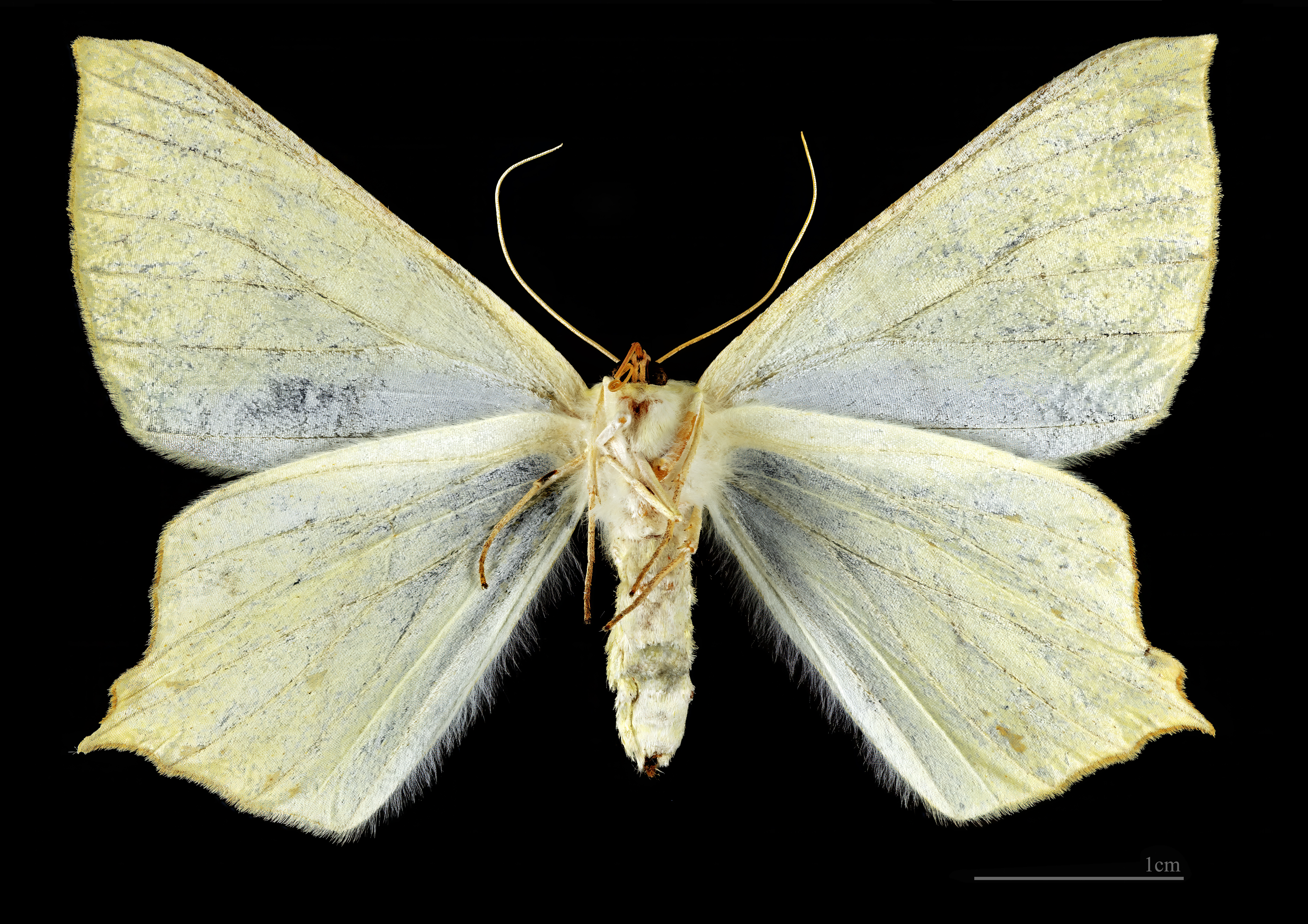
♀ △

## Stadia rozwojowe
Gąsienice są brązowe. Po bokach mają jasne paski.

## Występowanie
Umiarkowana strefa Azji i Europy.